# Georg Schuldheis

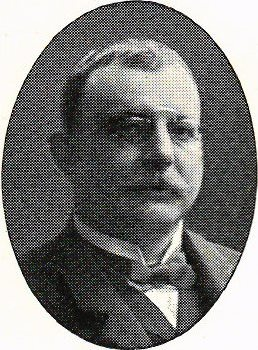
Georg Schuldheis.

Johan Georg Schuldheis, född 11 september 1864 i Stockholm, död där 22 februari 1909, var en svensk psykiater och ämbetsman.
Schuldheis blev student vid Uppsala universitet 1883, medicine kandidat vid Karolinska institutet i Stockholm 1888 och medicine licentiat där 1892. Han var tillförordnad provinsialläkare i Nora distrikt 1892–93, amanuens vid Lunds hospital 1893–94 och biträdande läkare vid Uppsala hospital 1894–1901. Han fäste 1895 uppmärksamheten vid sig genom den polemiska skriften Om vården och det rättsliga skyddet af sinnessjuka. En vidräkning med d:r Anton Nyström, utmärkt genom bitande sarkasm och makt över språket, övertygande framställningskonst och sakkunskap.
Schuldheis blev 1898 medicine doktor och docent i psykiatri vid Uppsala universitet på avhandlingen Om sinnessjuka fångar i Sverige under åren 1865–94, varigenom Schuldheis blev en av de första, som påvisade vikten av noggrann psykiatrisk undersökning av sinnesbeskaffenheten hos personer tilltalade för brott. Trots bestämmelserna rörande sådan undersökning redan i ett kungligt brev till Sundhetskollegium av 9 mars 1826, hade, som Schuldheis efterforskningar visade, 1865–94 inte mindre än 1 702 psykiskt abnorma eller sinnessjuka personer blivit dömda, utan att sakkunnigt utlåtande inhämtats, samt förhandenvaron av psykisk rubbning hade förbisetts av domstolen i 69 % av samtliga fall. Schuldheis avhandling hade stor betydelse för det samarbete, som kom till stånd mellan jurister och huvudmännen för rättspsykiatri och abnormvård. I en mängd till det avhandlade ämnet hörande detaljfrågor visade sig Schuldheis psykologiska blick och kritiska skärpa, till exempel i fråga om misstanke om simulation.
Schuldheis utnämndes 1901 till medicinalråd och övertog 1902 överinspektörsbefattningen över sinnessjukvården i riket. År 1902 framlades av Medicinalstyrelsen ett av Schuldheis skrivet Betänkande med plan för sinnessjukvårdens ordnande. Den var baserad på en undersökning angående sinnessjuka och sinnesslöa i riket, utgörande en av Schuldheis genomförd, approximativ beräkning av deras antal. I anläggningen och fullbordandet av de nya sinnessjukhus, till vilka i överensstämmelse med den uppgjorda planen anslag beviljades, nedlade Schuldheis ett stort arbete. För vidsträckt spridning avsågs Schuldheis på uppdrag av Medicinalstyrelsen utarbetade skrift Råd och anvisningar rörande vården av sinnessjuka i enskilda hem och å försörjningsinrättningar (1906), i vilken han särskilt betonade vikten av human behandling av dessa personer. Schuldheis visade även stort intresse för sinnesslövården.